# مكتبة كوسوفو الوطنية
مكتبة كوسوفو الوطنية (بالألبانية: Biblioteka Kombëtare e Kosovës)‏ هي مكتبة وطنية في كوسوفو وتقع في العاصمة بريشتينا.
تتمثل مُهمة المكتبة في جمع التراث الوثائقي والفكري لكوسوفو والحفاظ عليه وتعزيزه وإتاحة الوصول إليه. تُقام في المكتبة معارض فنية، كما تحتفظ المكتبة بأرشيف للصحف الوطنية، وتُوفر أيضًا عددًا من الخدمات الأخرى. صمم مبنى المكتبة المُهندس المعماري الكرواتي أندريا موتنياكوفيتش، فيما كانت هُناك خلافات حول المظهر الخارجي للمبنى.

## التأسيس
يعود تاريخ المكتبات في كوسوفو إلى القرنين الرابع عشر والخامس عشر. تُعتبر محفوظات الطوائف الدينية الإسلامية والمسيحية أقدم الأرشيفات في كوسوفو. تأسست مؤسسة مكتبة كوسوفو رسميًا في ديسمبر 1944 وكان مقرها في مدينة بريزرن، التي كانت في ذلك الوقت عاصمة إقليم كوسوفو ذاتي الحكم. في عام 1982، تم نقل المكتبة إلى المبنى الحالي الذي تم بناؤه في بريشتينا، العاصمة الحالية لكوسوفو. على مر السنين، تغير اسم المكتبة الوطنية وفقا للوضع السياسي لكوسوفو.
| السنوات      | اسم المكتبة                                         |
| ------------ | --------------------------------------------------- |
| 1944-1952    | المكتبة الإقليمية لمقاطعة كوسوفو ذاتية الحكم        |
| 1956-1961    | مكتبة مقاطعة كوسوفو وميتوهيا المتمتعة بالحكم الذاتي |
| 1961-1970    | مكتبة المقاطعة الوطنية                              |
| 1970-1990    | المكتبة الوطنية والجامعية في كوسوفو                 |
| 1990-1999    | المكتبة الوطنية والجامعية في كوسوفو وميتوهيا        |
| 1999-2014    | المكتبة الوطنية والجامعية في كوسوفو                 |
| 2014- الحالي | مكتبة كوسوفو الوطنية                                |

## تصميم المبنى
تم افتتاح المبنى الحالي لمكتبة كوسوفو الوطنية في 25 نوفمبر 1982، وقد تم تصميمه من قبل المهندس المعماري الكرواتي أندريا موتنياكوفيتش، تبلُغ مساحة المبنى 16,500 متر مربع.
يضم المبنى غُرفتي قراءة تضُمان 300 و 100 مقعد على التوالي، وغرفة قراءة خاصة بالدوريات، وغُرف للمجموعات الخاصة والفهرسة والبحث، وُمدرج يضُم 150 مقعدا وقاعة اجتماعات بطاقة استيعابية تصل إلى 75 مقعدا. لدى المكتبة طاقة استيعابية تصل إلى مليوني مجلد.

يتم استخدام ردهة المكتبة لاستضافة مُختلف المناسبات الثقافية. أرضية القاعة عبارة عن عمل فريد من الحجر الرخامي والفسيفساء المتنوعة. 

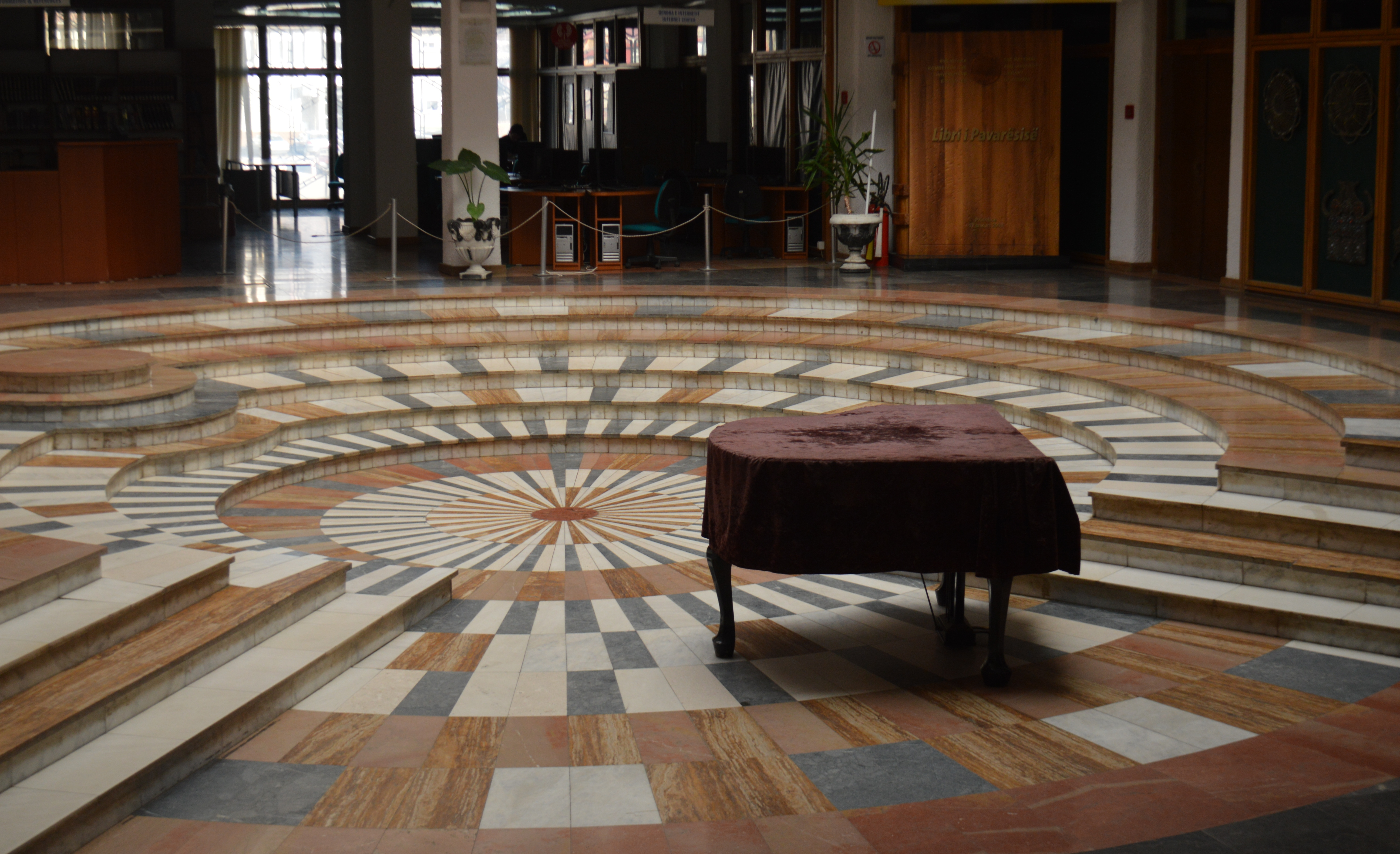
القاعة الرئيسية ذات الأرضية الرخامية.
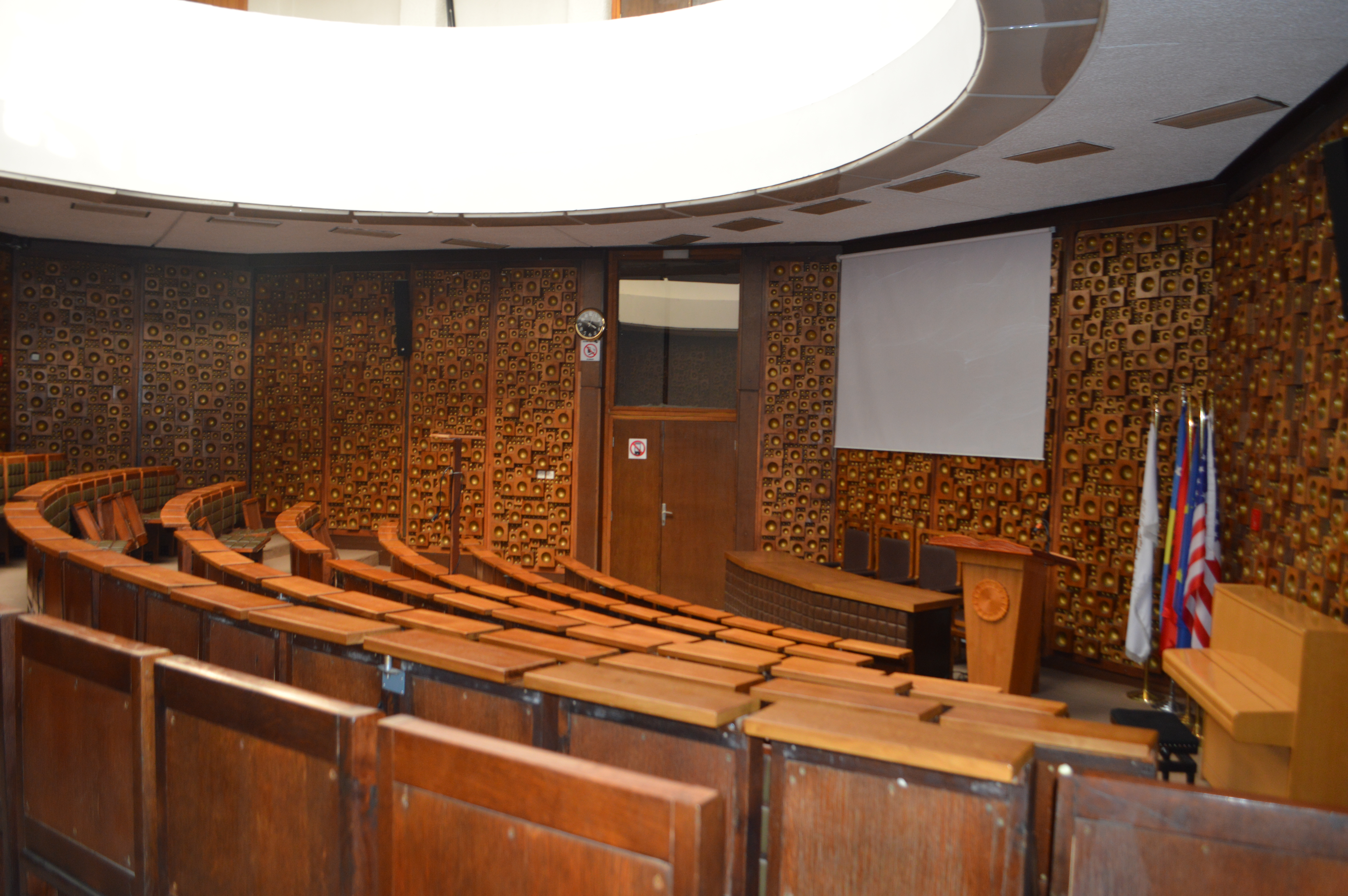
أحد المُدرجات داخل المكتبة.
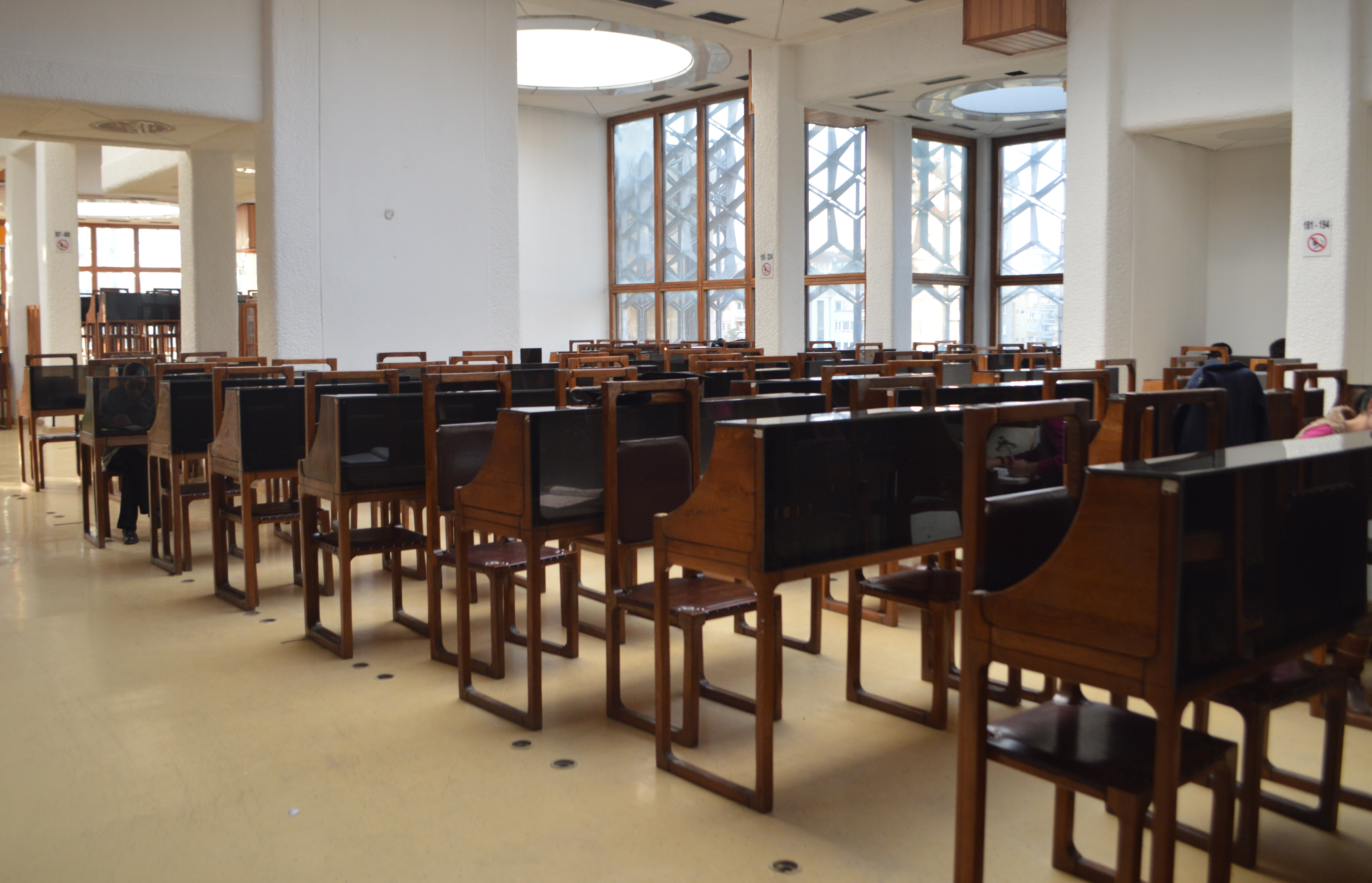
إحدى قاعات القراءة داخل المكتبة.
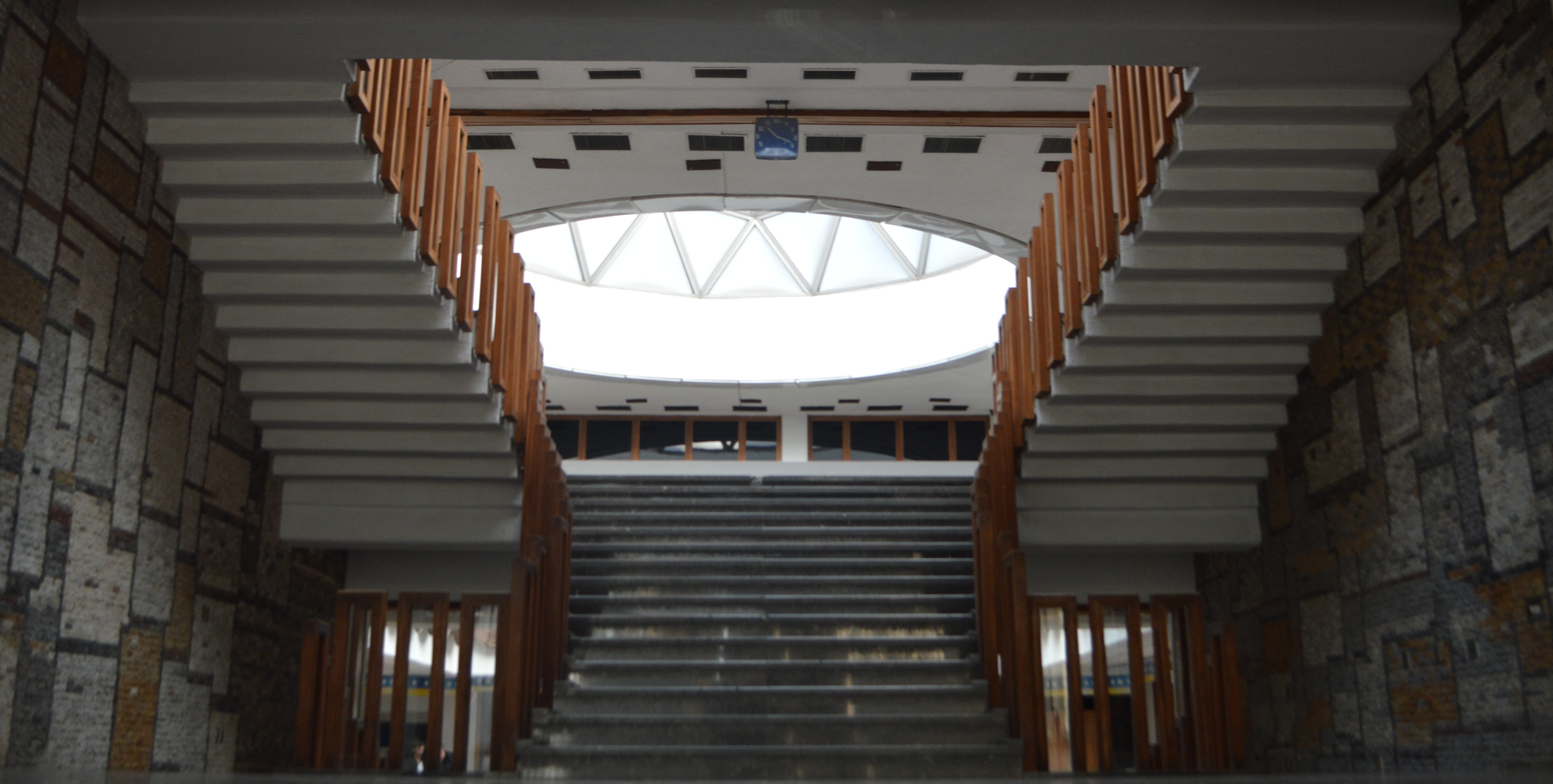
الطابق الثالث.
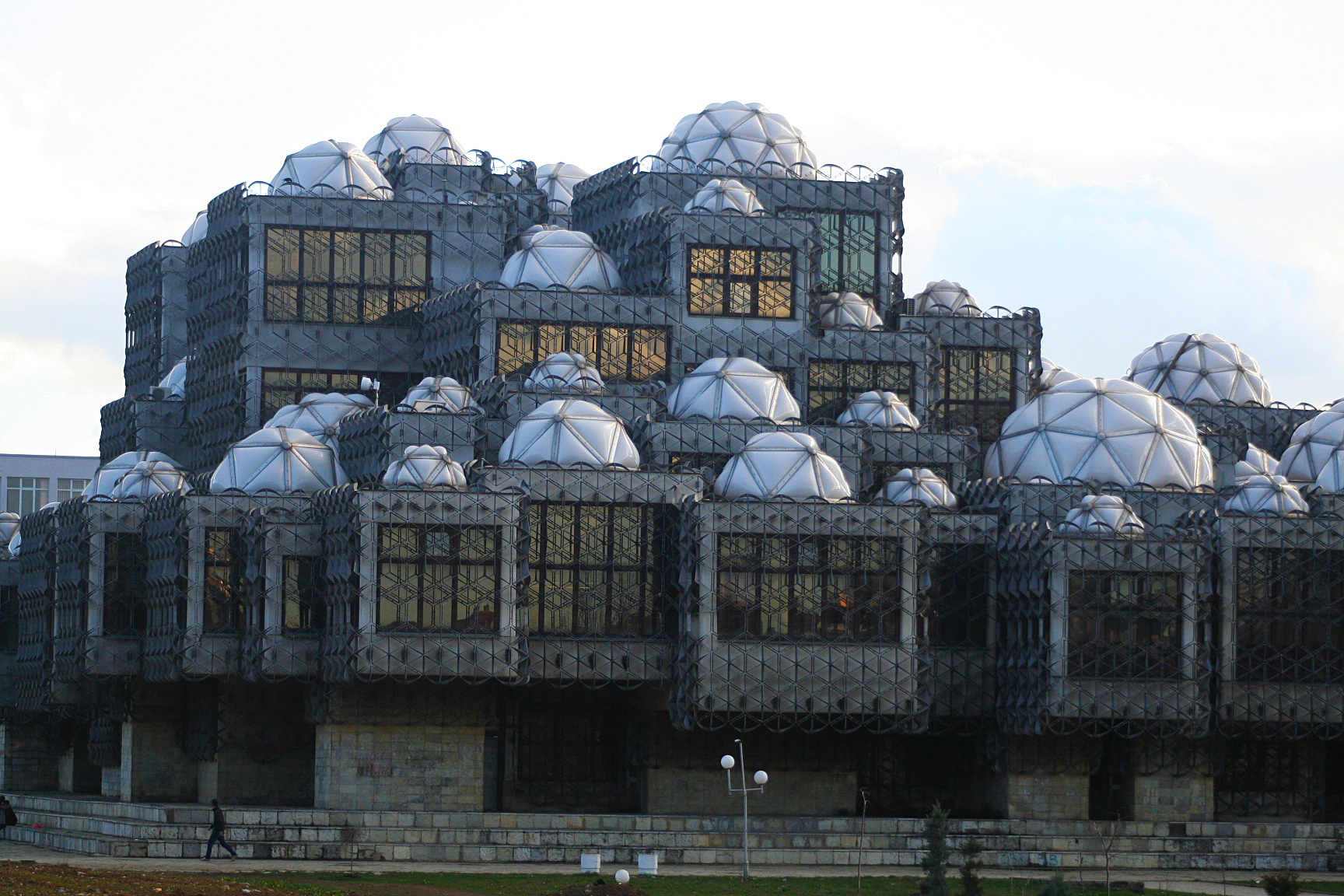
صورة من الخارج تُركز على قباب المكتبة.

## معرض صور

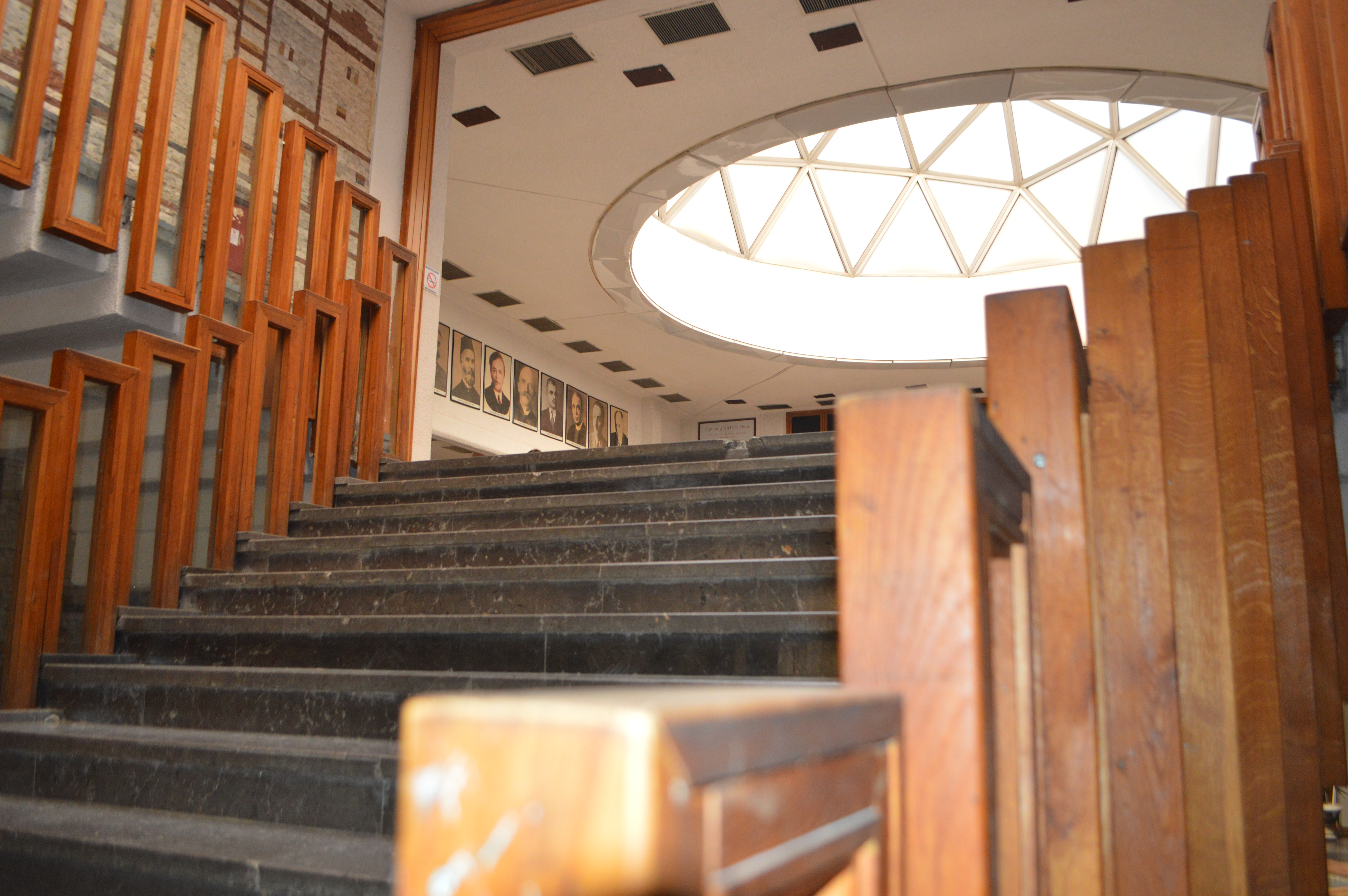
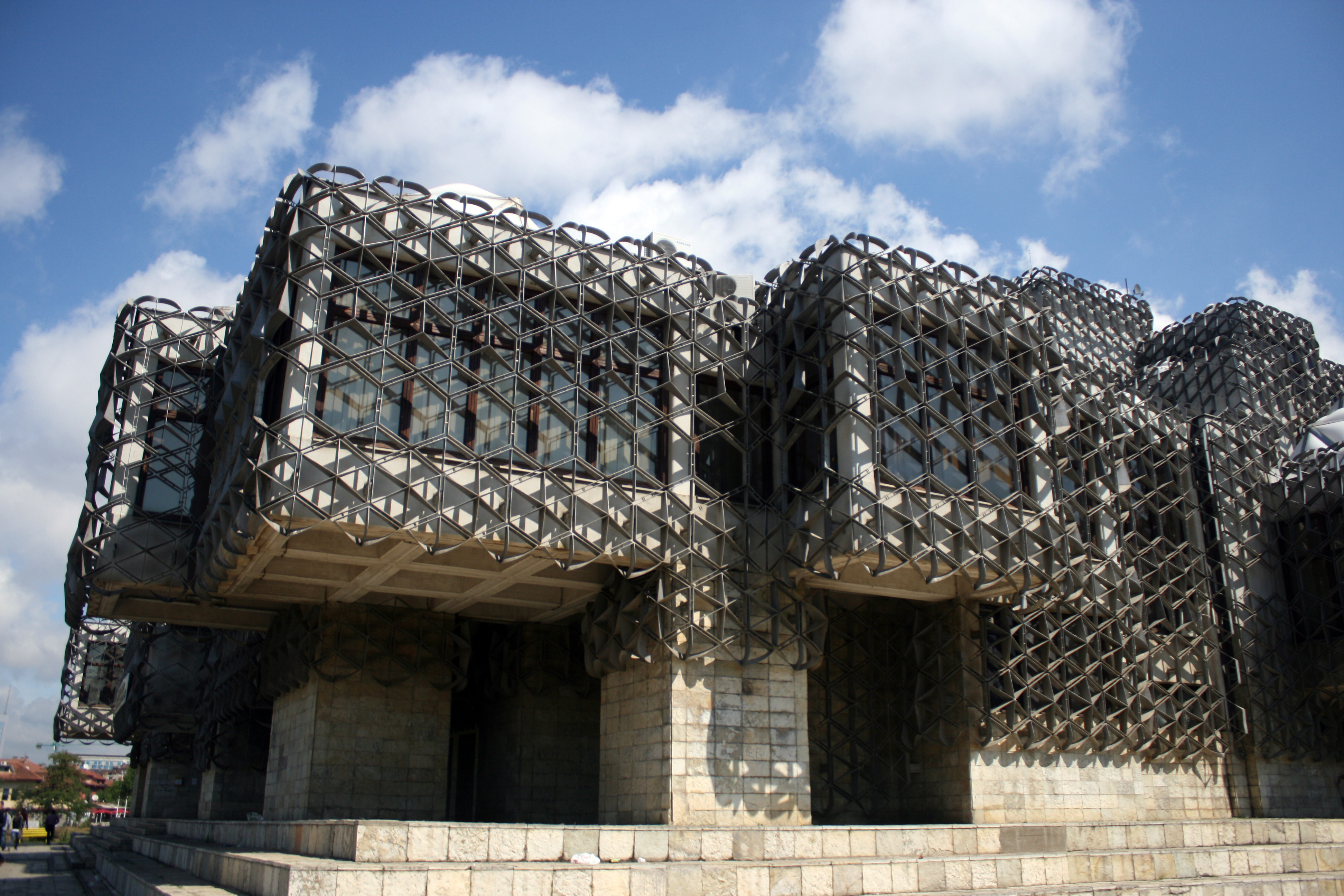
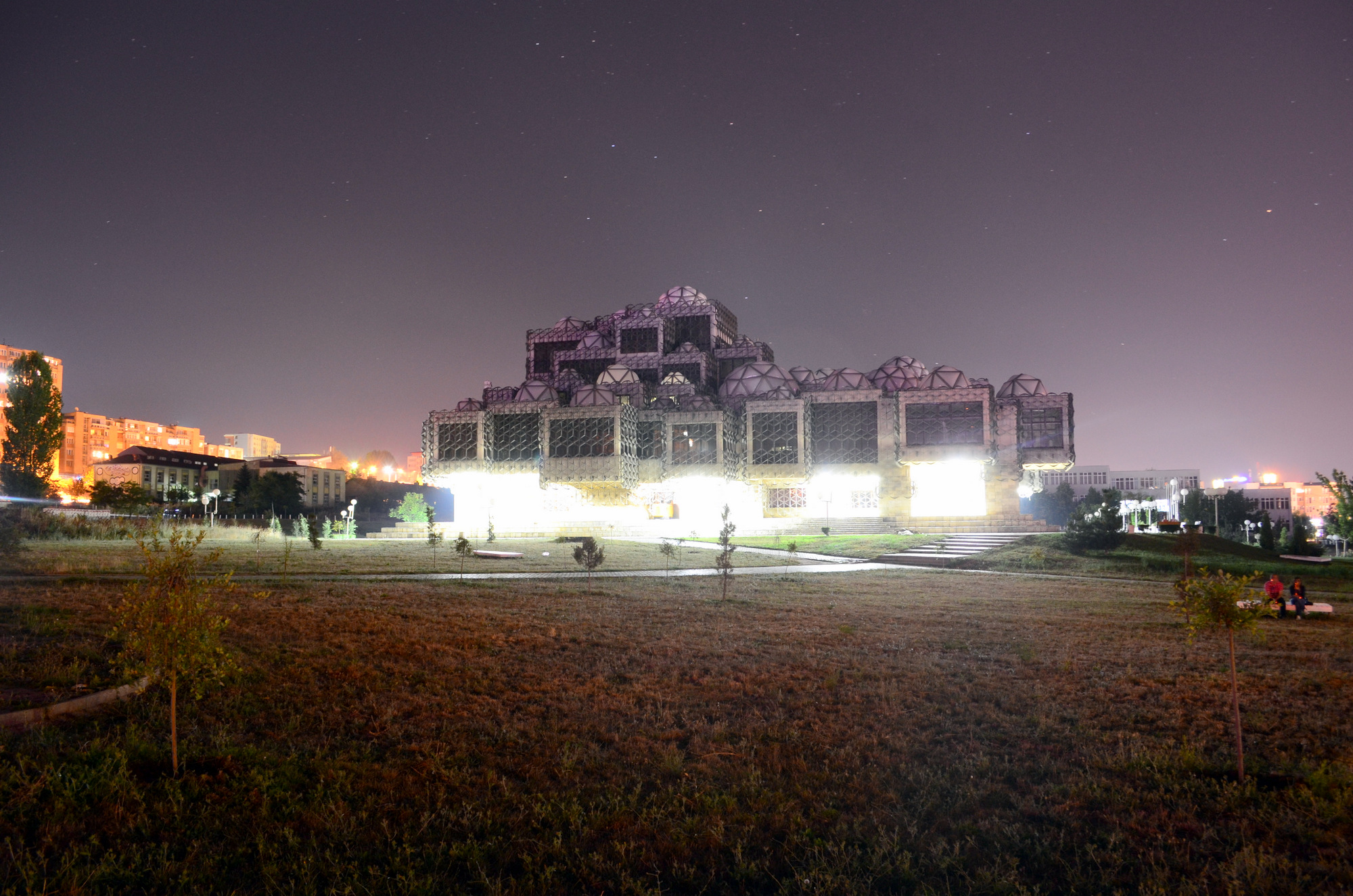
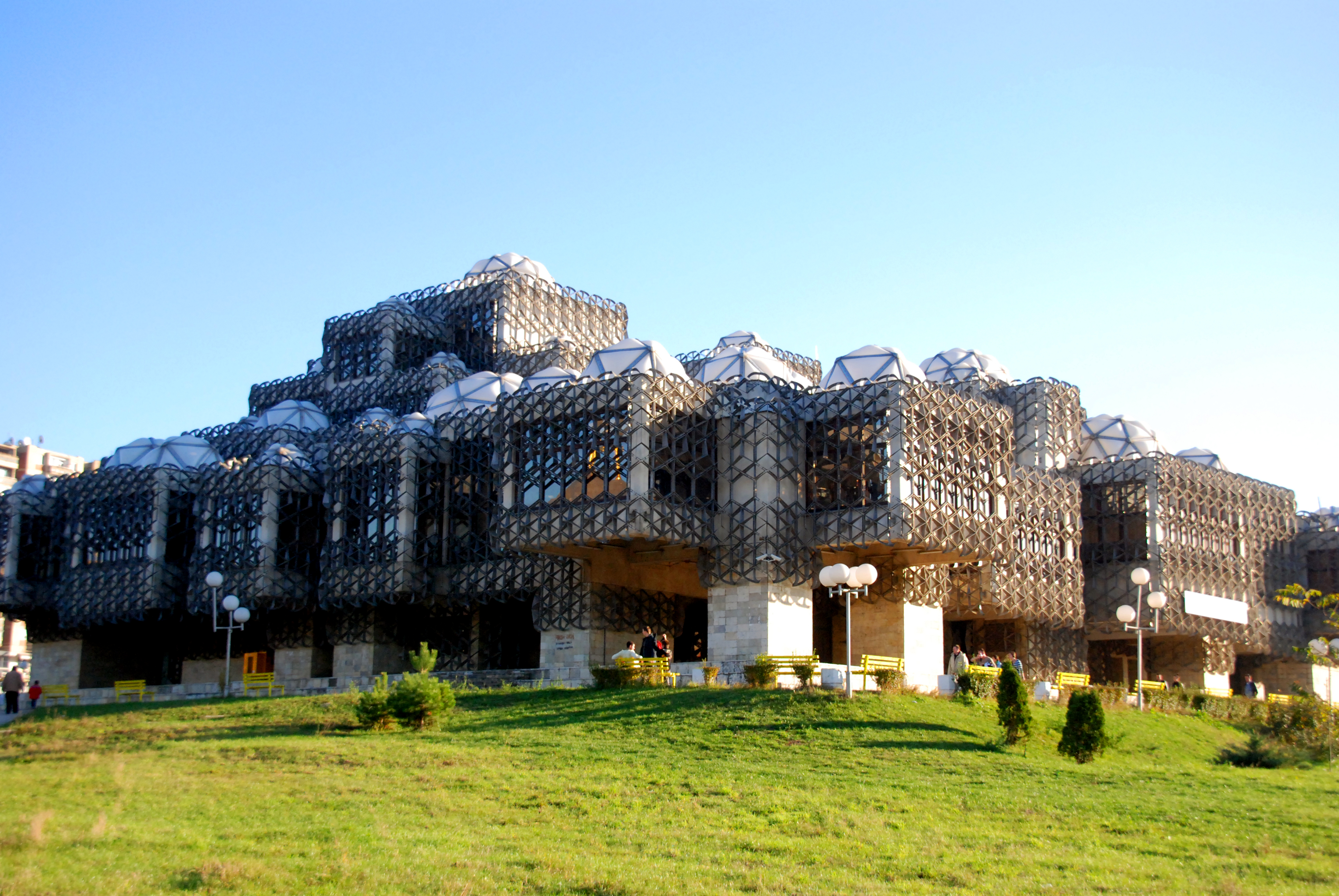